# Final del Torneo Finalización 2015 (Colombia)
La final del Torneo Finalización 2015 de la Categoría Primera A del fútbol profesional colombiano fueron una serie de partidos de fútbol que se jugaron los días 16 y 20 de diciembre de 2015 para definir al segundo campeón del año del fútbol en Colombia. Los encuentros fueron disputados por Atlético Nacional y Junior que ya habían enfrentado en la final del Final del Finalización 2004 Junior ganó por penales 5:4 y fue el campeón dejando subcampeón a Nacional por segunda vez cuando perdió en el Apertura 2004 ante el DIM y la Final Apertura 2014 Atlético Nacional fue el ganador por penales 4:2 frente a Junior y quedó tricampeón, los 2 clubes se clasificaron tras vencer al Independiente Medellín y a Deportes Tolima respectivamente en las semifinales. El campeón fue Atlético Nacional y obtuvo un cupo a la Superliga de Colombia 2016 y a la fase de grupos de la Copa Libertadores 2016, siendo este el clasificado como Colombia 2.

## Llave
| Bandera del departamento de Antioquia | vs. | Bandera del Departamento del Atlántico |
| ------------------------------------- | --- | -------------------------------------- |
| Atlético Nacional 1 2 (3)             | vs. | Junior 2 0 2 (2)                       |

## Estadios
| Medellín                  | Barranquilla                           |
| ------------------------- | -------------------------------------- |
| Estadio Atanasio Girardot | Estadio Metropolitano Roberto Meléndez |
| Capacidad: 45.000         | Capacidad: 46.000                      |
|                           |                                        |

## Camino a la final

### Atlético Nacional
| Fecha                                                                                      | Fase               | Estadio                                      | Local                  | Resultado | Visitante              |
| ------------------------------------------------------------------------------------------ | ------------------ | -------------------------------------------- | ---------------------- | --------- | ---------------------- |
| 12 de julio                                                                                | Todos contra todos | Atanasio Girardot, Medellín                  | Águilas Doraddas       | 0 : 2     | Atlético Nacional      |
| 18 de julio                                                                                | Todos contra todos | Atanasio Girardot, Medellín                  | Atlético Nacional      | 0 : 0     | Independiente Medellín |
| 25 de julio                                                                                | Todos contra todos | Centenario, Armenia                          | Atlético Huila         | 0 : 2     | Atlético Nacional      |
| 2 de agosto                                                                                | Todos contra todos | Atanasio Girardot, Medellín                  | Atlético Nacional      | 1 : 0     | Envigado FC            |
| 5 de agosto                                                                                | Todos contra todos | Atanasio Girardot, Medellín                  | Atlético Nacional      | 4 : 0     | Deportivo Pasto        |
| 22 de octubre                                                                              | Todos contra todos | La Independencia, Tunja                      | Patriotas Boyacá       | 0 : 1     | Atlético Nacional      |
| 19 de agosto                                                                               | Todos contra todos | Metropolitano Roberto Meléndez, Barranquilla | Uniautónoma            | 1 : 1     | Atlético Nacional      |
| 23 de agosto                                                                               | Todos contra todos | Atanasio Girardot, Medellín                  | Atlético Nacional      | 1 : 2     | Once Caldas            |
| 29 de agosto                                                                               | Todos contra todos | Atanasio Girardot, Medellín                  | Atlético Nacional      | 2 : 0     | La Equidad             |
| 5 de septiembre                                                                            | Todos contra todos | Atanasio Girardot, Medellín                  | Independiente Medellín | 1 : 0     | Atlético Nacional      |
| 10 de septiembre                                                                           | Todos contra todos | Atanasio Girardot, Medellín                  | Atlético Nacional      | 3 : 0     | Deportivo Cali         |
| 14 de septiembre                                                                           | Todos contra todos | Nemesio Camacho El Campín, [Bogotá]]         | Deportes Tolima        | 0 : 1     | Atlético Nacional      |
| 20 de septiembre                                                                           | Todos contra todos | Doce de Octubre, Tuluá                       | Cortuluá               | 0 : 0     | Atlético Nacional      |
| 27 de septiembre                                                                           | Todos contra todos | Atanasio Girardot, Medellín                  | Atlético Nacional      | 6 : 1     | Boyacá Chicó           |
| 3 de octubre                                                                               | Todos contra todos | Atanasio Girardot, Medellín                  | Atlético Nacional      | 1 : 0     | Jaguares               |
| 17 de octubre                                                                              | Todos contra todos | Metropolitano Roberto Meléndez, Barranquilla | Junior                 | 0 : 4     | Atlético Nacional      |
| 28 de octubre                                                                              | Todos contra todos | Atanasio Girardot, Medellín                  | Atlético Nacional      | 1 : 0     | Alianza Petrolera      |
| 31 de octubre                                                                              | Todos contra todos | Atanasio Girardot, Medellín                  | Atlético Nacional      | 1 : 0     | Millonarios            |
| 7 de noviembre                                                                             | Todos contra todos | Nemesio Camacho El Campín, Bogotá            | Santa Fe               | 1 : 0     | Atlético Nacional      |
| 21 de noviembre                                                                            | Todos contra todos | General Santander, Cúcuta                    | Cúcuta Deportivo       | 1 : 2     | Atlético Nacional      |
| Atlético Nacional avanzó de fase como primero (1°) en el todos contra todos con 45 puntos. |                    |                                              |                        |           |                        |
| 29 de noviembre                                                                            | Cuartos de final   | Deportivo Cali, Palmira                      | Deportivo Cali         | 0 : 0     | Atlético Nacional      |
| 5 de diciembre                                                                             | Cuartos de final   | Atanasio Girardot, Medellín                  | Atlético Nacional      | 3 : 1     | Deportivo Cali         |
| Atlético Nacional avanzó a semifinales con un resultado global de 3:1                      |                    |                                              |                        |           |                        |
| 10 de diciembre                                                                            | Semifinales        | Atanasio Girardot, Medellín                  | Independiente Medellín | 1 : 0     | Atlético Nacional      |
| 13 de diciembre                                                                            | Semifinales        | Atanasio Girardot, Medellín                  | Atlético Nacional      | 2 : 0     | Independiente Medellín |
| Atlético Nacional avanzó a la final con un resultado global de 2:1.                        |                    |                                              |                        |           |                        |

|  |                               |
|  | Triunfo de Atlético Nacional. |
|  | Empate.                       |
|  | Derrota de Atlético Nacional. |

#### Junior
| Fecha | Fase               | Estadio                                                  | Local             | Resultado        | Visitante            |
| --- | ------------------ | -------------------------------------------------------- | ----------------- | ---------------- | -------------------- |
| 11 de julio                                                                                              | Todos contra todos | Metropolitano Roberto Meléndez, Barranquilla             | Junior            | 2 : 0            | Cúcuta Deportivo     |
| 19 de julio                                                                                              | Todos contra todos | Palogrande, Manizales                                    | Once Caldas       | 1 : 1            | Junior               |
| 26 de julio                                                                                              | Todos contra todos | Metropolitano Roberto Meléndez, Barranquilla             | Junior            | 1 : 2            | Cortuluá             |
| 2 de agosto                                                                                              | Todos contra todos | Metropolitano de Techo, Bogotá                           | Patriotas         | 1 : 0            | Junior               |
| 8 de agosto                                                                                              | Todos contra todos | Municipal de Montería, Montería                          | Jaguares          | 0 : 1            | Junior               |
| 15 de agosto                                                                                             | Todos contra todos | Metropolitano Roberto Meléndez, Barranquilla             | Junior            | 1 : 1            | La Equidad           |
| 10 de octubre                                                                                            | Todos contra todos | Polideportivo Sur, Envigado                              | Envigado F. C.    | 0 : 1            | Junior               |
| 22 de agosto                                                                                             | Todos contra todos | align=left\|Metropolitano Roberto Meléndez, Barranquilla | Uniautónoma       | 2 : 3            | Junior               |
| 30 de agosto                                                                                             | Todos contra todos | align=left\|Metropolitano Roberto Meléndez, Barranquilla | Junior            | 3 : 1            | Deportivo Cali       |
| 30 de agosto                                                                                             | Todos contra todos | align=left\|Metropolitano Roberto Meléndez, Barranquilla | Junior            | 0 : 2            | Uniautónoma          |
| 9 de septiembre                                                                                          | Todos contra todos | Nemesio Camacho El Campín, Bogotá                        | Millonarios       | 1 : 2            | Junior               |
| 9 de abril                                                                                               | Todos contra todos | Metropolitano Roberto Meléndez, Barranquilla             | Junior            | 3 : 3            | Atlético Nacional    |
| 17 de abril                                                                                              | Todos contra todos | Palogrande, Manizales                                    | Once Caldas       | 0 : 0            | Junior               |
| 23 de abril                                                                                              | Todos contra todos | Metropolitano Roberto Meléndez, Barranquilla             | Junior            | 1 : 1            | Boyacá Chicó         |
| 27 de abril                                                                                              | Todos contra todos | Nemesio Camacho El Campín, Bogotá                        | Millonarios       | 3 : 1            | Junior               |
| 1 de mayo                                                                                                | Todos contra todos | Metropolitano Roberto Meléndez, Barranquilla             | Junior            | 1 : 1            | Atlético Bucaramanga |
| 7 de mayo                                                                                                | Todos contra todos | Metropolitano Roberto Meléndez, Barranquilla             | Junior            | 2 : 0            | Deportivo Cali       |
| 14 de mayo                                                                                               | Todos contra todos | Polideportivo Sur, Envigado                              | Envigado F.C.     | 1 : 1            | Junior               |
| 21 de mayo                                                                                               | Todos contra todos | Metropolitano Roberto Meléndez, Barranquilla             | Junior            | 2 : 1            | Cortuluá             |
| 28 de mayo                                                                                               | Todos contra todos | Metropolitano de Techo, Bogotá                           | La Equidad        | 0 : 0            | Junior               |
| Junior avanzó de fase como quinto (5°) en el todos contra todos con 37 puntos.                           |                    |                                                          |                   |                  |                      |
| 2 de junio                                                                                               | Cuartos de final   | Metropolitano Roberto Meléndez, Barranquilla             | Junior            | 2 : 0            | Millonarios          |
| 5 de junio                                                                                               | Cuartos de final   | Nemesio Camacho El Campín, Bogotá                        | Millonarios       | 4 : 2 (2:4 pen.) | Junior               |
| Junior avanzó a semifinales con un resultado global de 4:4 y ganando 4:2 por tiros desde el punto penal. |                    |                                                          |                   |                  |                      |
| 8 de junio                                                                                               | Semifinales        | Metropolitano Roberto Meléndez, Barranquilla             | Junior            | 1 : 1            | Atlético Nacional    |
| 11 de junio                                                                                              | Semifinales        | Atanasio Girardot, Medellín                              | Atlético Nacional | 0 : 0 (2:4 pen.) | Junior               |
| Junior avanzó a la final con un resultado global de 1:1 y ganando 4:2 por tiros desde el punto penal.    |                    |                                                          |                   |                  |                      |

|  |                    |
|  | Triunfo de Junior. |
|  | Empate.            |
|  | Derrota de Junior. |

## Resultados
| 16 de diciembre de 2015, 19:10 | Junior                  | 2:1 (2:0) | Atlético Nacional | Estadio Metropolitano Roberto Meléndez, Barranquilla         |                                                              |
|                                | Toloza 21' · Ovelar 14' | Reporte   | Chará 66'         | Asistencia: 38.508 espectadores Árbitro(s): Wilson Lamouroux | Asistencia: 38.508 espectadores Árbitro(s): Wilson Lamouroux |

| 20 de diciembre de 2015, 18:00 | Atlético Nacional                  | 1:0 (1:0) (3:2 p.)         | Junior                                       | Estadio Atanasio Girardot, Medellín                         |                                                             |
|                                | Moreno 0'                          | Reporte                    |                                              | Asistencia: 44.707 espectadores Árbitro(s): Gustavo Murillo | Asistencia: 44.707 espectadores Árbitro(s): Gustavo Murillo |
|                                |                                    | Tiros desde el punto penal |                                              |                                                             |                                                             |
|                                | Bocanegra · Chará · Guerra · Pérez |                            | Noguera · Narváez · Ovelar · Célis · Cuéllar |                                                             |                                                             |

### Partido de ida
| 1          | Guardameta     | Sebastián Viera          |     |
| 6          | Defensa        | William Tesillo          |     |
| 5          | Defensa        | Andrés Felipe Correa     |     |
| 20         | Defensa        | Juan Guillermo Domínguez |     |
| 13         | Defensa        | Iván Vélez               |     |
| 28         | Centrocampista | Guillermo Celis          |     |
| 8          | Centrocampista | Gustavo Cuéllar          |     |
| 11         | Centrocampista | Jarlan Barrera           | 76' |
| 16         | Centrocampista | Vladimir Hernández       | 73' |
| 14         | Delantero      | Édison Toloza            | 89' |
| 9          | Delantero      | Roberto Ovelar           |     |
| Entrenador | Entrenador     | Alexis Mendoza           |     |

| 34         | Guardameta     | Franco Armani    |     |
| 3          | Defensa        | Óscar Murillo    |     |
| 12         | Defensa        | Alexis Henríquez |     |
| 2          | Defensa        | Daniel Bocanegra |     |
| 19         | Defensa        | Farid Díaz       |     |
| 13         | Centrocampista | Alexander Mejía  | 46' |
| 20         | Centrocampista | Alejandro Bernal |     |
| 10         | Centrocampista | Macnelly Torres  | 46' |
| 18         | Delantero      | Alejandro Guerra |     |
| 21         | Delantero      | Yimmi Chará      |     |
| 9          | Delantero      | Jefferson Duque  | 68' |
| Entrenador | Entrenador     | Reinaldo Rueda   |     |

| 21 | Delantero      | Juan David Pérez | 73' |
| 15 | Centrocampista | Luis Narváez     | 76' |
| 29 | Centrocampista | Jorge Aguirre    | 89' |

| 24 | Centrocampista | Sebastián Pérez | 46' |
| 29 | Delantero      | Marlos Moreno   | 46' |
| 29 | Delantero      | Jonathan Copete | 68' |

| Anotado | 15' | Roberto Ovelar | 1 - 0 |
| Anotado | 22' | Edison Toloza  | 2 - 0 |

| Anotado | 67' | Yimmi Chará | 2 - 1 |

| Amonestado | 32' | Daniel Bocanegra |
| Amonestado | 53' | Sebastián Pérez  |
| Amonestado | 63' | Alejandro Bernal |

| Árbitro             | Wilson Lamoroux |
| Árbitros asistentes | Rafael Rivas    |
| Árbitros asistentes | Dionisio Ruiz   |
| Cuarto árbitro      | Hervin Otero    |

| 1          | Guardameta     | Sebastián Viera          |     |
| 6          | Defensa        | William Tesillo          |     |
| 5          | Defensa        | Andrés Felipe Correa     |     |
| 20         | Defensa        | Juan Guillermo Domínguez |     |
| 13         | Defensa        | Iván Vélez               |     |
| 28         | Centrocampista | Guillermo Celis          |     |
| 8          | Centrocampista | Gustavo Cuéllar          |     |
| 11         | Centrocampista | Jarlan Barrera           | 76' |
| 16         | Centrocampista | Vladimir Hernández       | 73' |
| 14         | Delantero      | Édison Toloza            | 89' |
| 9          | Delantero      | Roberto Ovelar           |     |
| Entrenador | Entrenador     | Alexis Mendoza           |     |

| 34         | Guardameta     | Franco Armani    |     |
| 3          | Defensa        | Óscar Murillo    |     |
| 12         | Defensa        | Alexis Henríquez |     |
| 2          | Defensa        | Daniel Bocanegra |     |
| 19         | Defensa        | Farid Díaz       |     |
| 13         | Centrocampista | Alexander Mejía  | 46' |
| 20         | Centrocampista | Alejandro Bernal |     |
| 10         | Centrocampista | Macnelly Torres  | 46' |
| 18         | Delantero      | Alejandro Guerra |     |
| 21         | Delantero      | Yimmi Chará      |     |
| 9          | Delantero      | Jefferson Duque  | 68' |
| Entrenador | Entrenador     | Reinaldo Rueda   |     |

| 21 | Delantero      | Juan David Pérez | 73' |
| 15 | Centrocampista | Luis Narváez     | 76' |
| 29 | Centrocampista | Jorge Aguirre    | 89' |

| 24 | Centrocampista | Sebastián Pérez | 46' |
| 29 | Delantero      | Marlos Moreno   | 46' |
| 29 | Delantero      | Jonathan Copete | 68' |

| Anotado | 15' | Roberto Ovelar | 1 - 0 |
| Anotado | 22' | Edison Toloza  | 2 - 0 |

| Anotado | 67' | Yimmi Chará | 2 - 1 |

| Amonestado | 32' | Daniel Bocanegra |
| Amonestado | 53' | Sebastián Pérez  |
| Amonestado | 63' | Alejandro Bernal |

| Árbitro             | Wilson Lamoroux |
| Árbitros asistentes | Rafael Rivas    |
| Árbitros asistentes | Dionisio Ruiz   |
| Cuarto árbitro      | Hervin Otero    |

### Partido de vuelta
| 34         | Guardameta     | Franco Armani    |     |
| 22         | Defensa        | Gilberto García  | 77' |
| 3          | Defensa        | Óscar Murillo    |     |
| 12         | Defensa        | Alexis Henríquez |     |
| 19         | Defensa        | Farid Díaz       |     |
| 13         | Centrocampista | Alexander Mejía  | 88' |
| 24         | Centrocampista | Sebastián Pérez  |     |
| 10         | Centrocampista | Macnelly Torres  | 65' |
| 21         | Delantero      | Yimmi Chará      |     |
| 29         | Delantero      | Marlos Moreno    |     |
| 9          | Delantero      | Jefferson Duque  |     |
| Entrenador | Entrenador     | Reinaldo Rueda   |     |

| 1          | Guardameta     | Sebastián Viera          |     |
| 13         | Defensa        | Iván Vélez               |     |
| 5          | Defensa        | Andrés Felipe Correa     |     |
| 6          | Defensa        | William Tesillo          |     |
| 20         | Defensa        | Juan Guillermo Domínguez |     |
| 8          | Centrocampista | Gustavo Cuéllar          |     |
| 15         | Centrocampista | Luis Narváez             |     |
| 28         | Centrocampista | Guillermo Celis          |     |
| 16         | Centrocampista | Vladimir Hernández       | 90' |
| 14         | Delantero      | Édison Toloza            | 59' |
| 9          | Delantero      | Roberto Ovelar           |     |
| Entrenador | Entrenador     | Alexis Mendoza           |     |

| 18 | Centrocampista | Alejandro Guerra | 65' |
| 2  | Defensa        | Daniel Bocanegra | 77' |
| 20 | Centrocampista | Alejandro Bernal | 88' |

| 21 | Delantero | Juan David Pérez | 59' |
| 24 | Defensa   | Félix Noguera    | 90' |

| Anotado | 1' | Marlos Moreno | 1 - 0 |

|                  |                          | 0:0 | Fallo de penal (Atajado)  | Félix Noguera   |
| Daniel Bocanegra | Fallo de penal (Atajado) | 0:0 |                           |                 |
|                  |                          | 0:1 | Acierto de penal          | Luis Narváez    |
| Yimmi Chará      | Acierto de penal         | 1:1 |                           |                 |
|                  |                          | 1:2 | Acierto de penal          | Roberto Ovelar  |
| Alejandro Guerra | Acierto de penal         | 2:2 |                           |                 |
|                  |                          | 2:2 | Fallo de penal (Desviado) | Guillermo Celis |
| Sebastián Pérez  | Acierto de penal         | 3:2 |                           |                 |
|                  |                          | 3:2 | Fallo de penal (Atajado)  | Gustavo Cuéllar |

| Amonestado | 11' | Alexis Henríquez |
| Amonestado | 60' | Alexander Mejía  |
| Amonestado | 71' | Gilberto García  |
| Amonestado | 80' | Sebastián Pérez  |

| Amonestado | 11' | Andrés Felipe Correa |
| Amonestado | 91' | Juan David Pérez     |

| Árbitro             | Gustavo Murillo   |
| Árbitros asistentes | Humberto Clavijo  |
| Árbitros asistentes | John León Sánchez |
| Cuarto árbitro      | Nicolás Gallo     |

| 34         | Guardameta     | Franco Armani    |     |
| 22         | Defensa        | Gilberto García  | 77' |
| 3          | Defensa        | Óscar Murillo    |     |
| 12         | Defensa        | Alexis Henríquez |     |
| 19         | Defensa        | Farid Díaz       |     |
| 13         | Centrocampista | Alexander Mejía  | 88' |
| 24         | Centrocampista | Sebastián Pérez  |     |
| 10         | Centrocampista | Macnelly Torres  | 65' |
| 21         | Delantero      | Yimmi Chará      |     |
| 29         | Delantero      | Marlos Moreno    |     |
| 9          | Delantero      | Jefferson Duque  |     |
| Entrenador | Entrenador     | Reinaldo Rueda   |     |

| 1          | Guardameta     | Sebastián Viera          |     |
| 13         | Defensa        | Iván Vélez               |     |
| 5          | Defensa        | Andrés Felipe Correa     |     |
| 6          | Defensa        | William Tesillo          |     |
| 20         | Defensa        | Juan Guillermo Domínguez |     |
| 8          | Centrocampista | Gustavo Cuéllar          |     |
| 15         | Centrocampista | Luis Narváez             |     |
| 28         | Centrocampista | Guillermo Celis          |     |
| 16         | Centrocampista | Vladimir Hernández       | 90' |
| 14         | Delantero      | Édison Toloza            | 59' |
| 9          | Delantero      | Roberto Ovelar           |     |
| Entrenador | Entrenador     | Alexis Mendoza           |     |

| 18 | Centrocampista | Alejandro Guerra | 65' |
| 2  | Defensa        | Daniel Bocanegra | 77' |
| 20 | Centrocampista | Alejandro Bernal | 88' |

| 21 | Delantero | Juan David Pérez | 59' |
| 24 | Defensa   | Félix Noguera    | 90' |

| Anotado | 1' | Marlos Moreno | 1 - 0 |

|                  |                          | 0:0 | Fallo de penal (Atajado)  | Félix Noguera   |
| Daniel Bocanegra | Fallo de penal (Atajado) | 0:0 |                           |                 |
|                  |                          | 0:1 | Acierto de penal          | Luis Narváez    |
| Yimmi Chará      | Acierto de penal         | 1:1 |                           |                 |
|                  |                          | 1:2 | Acierto de penal          | Roberto Ovelar  |
| Alejandro Guerra | Acierto de penal         | 2:2 |                           |                 |
|                  |                          | 2:2 | Fallo de penal (Desviado) | Guillermo Celis |
| Sebastián Pérez  | Acierto de penal         | 3:2 |                           |                 |
|                  |                          | 3:2 | Fallo de penal (Atajado)  | Gustavo Cuéllar |

| Amonestado | 11' | Alexis Henríquez |
| Amonestado | 60' | Alexander Mejía  |
| Amonestado | 71' | Gilberto García  |
| Amonestado | 80' | Sebastián Pérez  |

| Amonestado | 11' | Andrés Felipe Correa |
| Amonestado | 91' | Juan David Pérez     |

| Árbitro             | Gustavo Murillo   |
| Árbitros asistentes | Humberto Clavijo  |
| Árbitros asistentes | John León Sánchez |
| Cuarto árbitro      | Nicolás Gallo     |

| Bandera de Colombia                           |
| Campeón Atlético Nacional Decimoquinto Título |